# Slipknot (álbum)
Slipknot é o álbum de estreia da banda estadunidense de nu metal Slipknot. O álbum foi originalmente lançado a 29 de Junho de 1999, contudo devido a uma controvérsia com a faixa "Purity", foi relançado em Dezembro do mesmo ano com uma lista de faixas e masterização ligeiramente diferentes.
O álbum foi a primeira colaboração da banda com Ross Robinson, cuja entrada levou à redefinição da banda para o som actual, em contraste com a sua anterior direção musical. Slipknot foi bem recebido pelos fãs e a crítica e foi responsável por dar aos Slipknot um grande aumento de popularidade. O álbum atingiu o 51.º posto na Billboard 200, e foi certificado com Dupla Platina nos EUA, sendo o álbum mais vendido da banda.

## Indicações e distinções
- "Wait and Bleed" - Nomeação para Grammy Award na categoria Melhor Performance Metal, 2001.[2]
- Slipknot - A revista Q inseriu o álbum na lista dos "50 Álbuns Mais Pesados de Sempre", 2001.[3]
- Incluído no livro 1001 Albums You Must Hear Before You Die.[4]
- College Music Journal - Ranked #12 in CMJ's "Top 30 Editorial Picks [for 1999].[5]
- Em 2020, a revista Metal Hammer o elegeu como um dos 20 melhores álbuns de metal de 1999.[6]

## Faixas
Todas as faixas escritas e compostas por Shawn Crahan, Paul Gray, Joey Jordison, Mick Thomson e Corey Taylor.
| Emissão original | |         |  |
| N.º              | Título | Duração |  |
| 1.               | "742617000027" | 0:36    |  |
| 2.               | "(sic)" | 3:19    |  |
| 3.               | "Eyeless" | 3:56    |  |
| 4.               | "Wait and Bleed" | 2:27    |  |
| 5.               | "Surfacing" | 3:38    |  |
| 6.               | "Spit It Out" | 2:39    |  |
| 7.               | "Tattered & Torn" | 2:54    |  |
| 8.               | "Frail Limb Nursery" | 0:45    |  |
| 9.               | "Purity" | 4:14    |  |
| 10.              | "Liberate" | 3:06    |  |
| 11.              | "Prosthetics" | 4:58    |  |
| 12.              | "No Life" | 2:47    |  |
| 13.              | "Diluted" | 3:23    |  |
| 14.              | "Only One" | 2:26    |  |
| 15.              | "Scissors" ("Scissors" termina aos 8:23; há um silencio entre 8:23 e 13:23; há uma conversa da banda entre 13:23 e 16:30; por fim, "Eeyore" dura os últimos 2:48 minutos.) | 19:16   |  |

| Original issue - Digipak (Import) |                                                                                      |         |  |
| N.º                               | Título                                                                               | Duração |  |
| 1.                                | "742617000027"                                                                       | 0:36    |  |
| 2.                                | "(sic)"                                                                              | 3:19    |  |
| 3.                                | "Eyeless"                                                                            | 3:56    |  |
| 4.                                | "Wait and Bleed"                                                                     | 2:27    |  |
| 5.                                | "Surfacing"                                                                          | 3:38    |  |
| 6.                                | "Spit It Out"                                                                        | 2:39    |  |
| 7.                                | "Tattered & Torn"                                                                    | 2:54    |  |
| 8.                                | "Frail Limb Nursery"                                                                 | 0:45    |  |
| 9.                                | "Purity"                                                                             | 4:14    |  |
| 10.                               | "Liberate"                                                                           | 3:06    |  |
| 11.                               | "Prosthetics"                                                                        | 4:58    |  |
| 12.                               | "No Life"                                                                            | 2:47    |  |
| 13.                               | "Diluted"                                                                            | 3:23    |  |
| 14.                               | "Only One"                                                                           | 2:26    |  |
| 15.                               | "Scissors"                                                                           | 8:23    |  |
| 16.                               | "Me Inside"                                                                          | 2:39    |  |
| 17.                               | "Get This"                                                                           | 2:02    |  |
| 18.                               | "Interloper (Demo)"                                                                  | 2:18    |  |
| 19.                               | "Despise (Demo)" ("Despise" termina aos 3:41, seguida pela faixa escondida "Eeyore") | 14:35   |  |

| Reissue | |         |  |
| N.º     | Título | Duração |  |
| 1.      | "742617000027" | 0:36    |  |
| 2.      | "(sic)" | 3:19    |  |
| 3.      | "Eyeless" | 3:56    |  |
| 4.      | "Wait and Bleed" | 2:27    |  |
| 5.      | "Surfacing" | 3:38    |  |
| 6.      | "Spit It Out" | 2:39    |  |
| 7.      | "Tattered & Torn" | 2:54    |  |
| 8.      | "Me Inside" | 2:39    |  |
| 9.      | "Liberate" | 3:06    |  |
| 10.     | "Prosthetics" | 4:58    |  |
| 11.     | "No Life" | 2:47    |  |
| 12.     | "Diluted" | 3:23    |  |
| 13.     | "Only One" | 2:26    |  |
| 14.     | "Scissors" ("Scissors" termina aos 8:23; há um silencio entre 8:23 e 13:23; há uma conversa da banda entre 13:23 e 16:30; por fim, "Eeyore" dura os últimos 2:48 minutos.) | 19:16   |  |

| European Limited Edition digipak import |                                                                                  |         |  |
| N.º                                     | Título                                                                           | Duração |  |
| 1.                                      | "742617000027"                                                                   | 0:36    |  |
| 2.                                      | "(sic)"                                                                          | 3:19    |  |
| 3.                                      | "Eyeless"                                                                        | 3:56    |  |
| 4.                                      | "Wait and Bleed"                                                                 | 2:27    |  |
| 5.                                      | "Surfacing"                                                                      | 3:38    |  |
| 6.                                      | "Spit It Out"                                                                    | 2:39    |  |
| 7.                                      | "Tattered & Torn"                                                                | 2:54    |  |
| 8.                                      | "Me Inside"                                                                      | 2:39    |  |
| 9.                                      | "Liberate"                                                                       | 3:06    |  |
| 10.                                     | "Prosthetics"                                                                    | 4:58    |  |
| 11.                                     | "No Life"                                                                        | 2:47    |  |
| 12.                                     | "Diluted"                                                                        | 3:23    |  |
| 13.                                     | "Only One"                                                                       | 2:26    |  |
| 14.                                     | "Scissors"                                                                       | 8:23    |  |
| 15.                                     | "Get This"                                                                       | 2:02    |  |
| 16.                                     | "Interloper (Demo)"                                                              | 2:18    |  |
| 17.                                     | "Despise (Demo)" ("Despise" ends at 3:41, followed by the hidden track "Eeyore") | 14:35   |  |

| Reissue digipak bonus tracks |                                                          |         |  |
| N.º                          | Título                                                   | Duração |  |
| 14.                          | "Scissors (Edit)"                                        | 8:25    |  |
| 15.                          | "Get This"                                               | 2:03    |  |
| 16.                          | "Spit It Out (Hyper Version)"                            | 2:24    |  |
| 17.                          | "Wait and Bleed (Terry Date Mix)"                        | 2:31    |  |
| 18.                          | "Interloper (Demo)"                                      | 3:41    |  |
| 19.                          | "Despise (Demo)"                                         | 3:41    |  |
| 20.                          | "Surfacing (Live Version)" (includes the track "Eeyore") | 12:39   |  |

| 10th Anniversary Edition |                                   |         |  |
| N.º                      | Título                            | Duração |  |
| 1.                       | "742617000027"                    | 0:35    |  |
| 2.                       | "(sic)"                           | 3:19    |  |
| 3.                       | "Eyeless"                         | 3:56    |  |
| 4.                       | "Wait and Bleed"                  | 2:27    |  |
| 5.                       | "Surfacing"                       | 3:38    |  |
| 6.                       | "Spit It Out"                     | 2:39    |  |
| 7.                       | "Tattered & Torn"                 | 2:53    |  |
| 8.                       | "Purity"                          | 4:25    |  |
| 9.                       | "Liberate"                        | 3:06    |  |
| 10.                      | "Prosthetics"                     | 4:58    |  |
| 11.                      | "No Life"                         | 2:47    |  |
| 12.                      | "Diluted"                         | 3:23    |  |
| 13.                      | "Only One"                        | 2:26    |  |
| 14.                      | "Scissors"                        | 8:23    |  |
| 15.                      | "Eeyore"                          | 2:49    |  |
| 16.                      | "Me Inside"                       | 2:39    |  |
| 17.                      | "Get This"                        | 2:03    |  |
| 18.                      | "Spit It Out (Hyper Version)"     | 2:24    |  |
| 19.                      | "Spit It Out (Stamp You Out Mix)" | 2:36    |  |
| 20.                      | "(sic) (Molt-Injected Mix)"       | 3:27    |  |
| 21.                      | "Wait and Bleed (Terry Date Mix)" | 2:31    |  |
| 22.                      | "Wait and Bleed (Demo)"           | 2:34    |  |
| 23.                      | "Snap (Demo)"                     | 2:41    |  |
| 24.                      | "Interloper (Demo)"               | 2:18    |  |
| 25.                      | "Despise (Demo)"                  | 3:41    |  |

### Samples
Source: Kerrang
- "742617000024"
  - contains 'The Whole Thing I Think It's Sick' sample spoken by Corey Hurst for "Manson" movie.

- "(sic)"
  - contains 'Here Comes the Pain' sample spoken by Al Pacino for "Carlito's Way" movie.

- "Eyeless"
  - contains 'Ease Yourself Back Into Conciousness' sample spoken by Julie Khaner for "Videodrome" movie.
  - contains excerpts from "Amen, Brother" written by Richard Lewis Spencer and performed by The Winstons.

- "Surfacing"
  - contains excerpts from "Track 59" written and performed by Norman Cook.

- "Spit It Out"
  - contains excerpts from "Papa Lover (Dark Remix)" written and performed by General Degree.

- "Frail Limb Nursery"
  - contains excerpts from Purity Knight's recording from Crime Scene.

- "Prosthetics"
  - contains excerpts from "Scream for Daddy" written and performed by Ish Ledesma.

- "Diluted"
  - contains 'I Haven't Got Time for the Living' sample spoken by Rupert Everett for "Cemetery Man" movie.

- "Only One"
  - contains excerpts from "South of Heaven" written by Tom Araya and performed by Slayer.

- "Eeyore"
  - contains excerpts from "Man's Best Friend" written and performed by Ice Cube.
  - contains toilet noise, voiced by Jon St. John from Duke Nukem 3D game.

## Posições nas tabelas

### Álbum
| Ano  | Tabela                | Posição |
| ---- | --------------------- | ------- |
| 1999 | Top Heatseekers (EUA) | 1       |
| 1999 | Billboard 200 (EUA)   | 51      |
| 1999 | UK Albums Chart (RU)  | 37      |
| 1999 | Países Baixos         | 42      |
| 1999 | Nova Zelândia         | 49      |
| 1999 | Suécia                | 53      |
| 1999 | Finlândia             | 30      |

### Singles
| Ano  | Single           | Tabela                       | Posição |
| ---- | ---------------- | ---------------------------- | ------- |
| 2000 | "Wait and Bleed" | Mainstream Rock Tracks (EUA) | 34      |
| 2000 | "Wait and Bleed" | UK Singles Chart (RU)        | 27      |
| 2000 | "Spit It Out"    | UK Singles Chart             | 28      |

## Certificações de vendas

### Estados Unidos
Estas estatísticas foram compiladas a partir da base de dados online da RIAA.
- Ouro - 28 de Janeiro de 2000
- Platina - 2 de Maio de 2000
- Dupla Platina - 5 de Fevereiro de 2005

### Canadá
Estas estatísticas foram compiladas a partir da base de dados online da Music Canada.
- Ouro - 6 de Abril de 2000
- Platina - 10 de Outubro de 2000

### Reino Unido
Estas estatísticas foram compiladas a partir da base de dados online da British Phonographic Industry.
- Ouro - 18 de Agosto de 2000

## Créditos
Toda a informação é retirada do booklet do CD:
| - (#8) Corey Taylor - Vocal principal - (#7) Mick Thomson - guitarra - (#6) Shawn Crahan - percussão, backing vocals, vocal principal ("Tattered & Torn") - (#5) Craig Jones - samples, mídia - (#4) James Root - guitarra (em "Purity" e "Me Inside") - (#3) Chris Fehn - percussão (creditado, mas não tocou), backing vocals ("Surfacing", "Liberate", "Diluted", "Only One") - (#2) Paul Gray - baixo, backing vocals - (#1) Joey Jordison - bateria - (#0) Sid Wilson - DJ - Josh Brainard - guitarra (todas as faixas, exceto "742617000027", "Frail Limb Nursery", "Purity", "Me Inside") - Greg Welts – percussão (faixas demo, "Spit it Out") | - Produzido por: Ross Robinson - Mixado por: Joey Jordison, Ross Robinson, Chuck Johnson e Sean McMahon - Engenheiro: Chuck Johnson - Segundo engenheiro: Rob Agnello - Masterizado por: Eddy Schreye - A&R: Ross Robinson - A&R para a Roadrunner Records: Monte Conner - Representação Legal: Jeffrey Light - Capa: Stefan Seskis - Fotografia da banda: Dean Karr - Design: t42design - Director criativo: Lynda Kusnetz |